# Jacques Colas de Brouville de la Noue
Pour les articles homonymes, voir Colas.
 (novembre 2021).
Si vous disposez d'ouvrages ou d'articles de référence ou si vous connaissez des sites web de qualité traitant du thème abordé ici, merci de compléter l'article en donnant les références utiles à sa vérifiabilité et en les liant à la section « Notes et références ».
Jacques Colas de Brouville de La Noue, né le 8 février 1787 à Orléans et décédé le 11 mai 1855 à Paris, est un magistrat et homme politique français.

## Biographie
Jacques Colas de Brouville de La Noue naît à Orléans le 8 février 1787, au sein d'une famille de l'ancienne noblesse orléanaise dont les origines remontent au XIVe siècle[réf. nécessaire]. Il est le fils d’Étienne Colas de Brouville, sieur de La Noue, conseiller de préfecture du Loiret, et de Marie-Anne Seurrat. Son grand-père maternel est Jacques-Isaac Seurrat de La Boulaye, juge-magistrat au bailliage d'Orléans et député de la noblesse aux États généraux de 1789.
Inscrit en 1810 au barreau d'Orléans, Colas de La Noue est appelé, le 26 décembre 1811, à siéger à la Cour impériale en tant conseiller-auditeur.
Il épouse le 19 mars 1811 Thérèse-Edwige Vandebergue, petite-fille de Claude Vandebergue-Seurrat, dont il a deux fils : Jacques-Gustave Colas de Brouville de La Noue (né en 1812) et Louis-Ernest Colas de Brouville de La Noue (né en 1814, maire de Joué-lès-Tours).
Le 15 juillet 1814, le roi Louis XVIII le nomme conseiller-magistrat à la Cour royale d'Orléans.
Lors du retour de Napoléon Ier de l'île d'Elbe, Colas de La Noue refuse de servir l'Empereur et ne reprend ses fonctions que lorsque les ordonnances des 7 et 12 juillet rétablissent les magistrats sur leur siège. La Cour royale d'Orléans est renouvelée par ordonnance du 14 février 1816, et Colas de la Noue qui occupait le second rang parmi les conseillers devient, le 16 novembre suivant, doyen des conseillers de la Cour royale[réf. nécessaire].
En 1826, il publie la Jurisprudence de la Cour royale d'Orléans, un recueil rassemblant des arrêts rendus entre 1811 et 1826, classés par ordre alphabétique et accompagnés de réflexions autour de la jurisprudence.
Il est nommé membre du conseil municipal d'Orléans en 1826, puis, en 1829, président de chambre à la Cour royale d'Orléans,.
En 1828, il se remarie avec Marie Antoinette Delaroche, d'où naissent : François Henri (1828-1899, secrétaire général du Conseil d'État), Étienne (1831-1832), Thomas (1831-1832) et Antoine Jean (1842-1920). 
Lors la Révolution de Juillet, refusant de soumettre au serment, il décline le siège de premier président et présente sa démission.
À la chute de la monarchie de Juillet, dont il a toujours été l'adversaire, Colas de La Noue est nommé préfet du Var, fonctions qu'il exerce du 2 mai au 22 juillet 1848.

## Distinctions
- Chevalier de la Légion d'honneur (29 octobre 1826)[10]

## Sources
- René Bargeton, Bernard Le Clère, Pierre Bougard [dir.], Dictionnaire biographique des préfets du 11 ventôse an VIII au 4 septembre 1870 (1800-1880), Pierrefitte-sur-Seine, Archives nationales (France), 1981, 665 p., p. 191.
- Jean-Claude Farcy, Rosine Fry, Annuaire rétrospectif de la magistrature XIXe – XXe siècles, Centre Georges Chevrier (Université de Bourgogne/CNRS), 2010.
- Joseph Salvarelli, Les Administrateurs du département du Var (1790-1897). Notices biographiques, Draguignan, 1897, 298 p., p. 516.
- Pierre Serna, « Orléans, la petite république des girouettes, ou lorsque les élites sèment le trouble en ville ». In : Ordonner et partager la ville : XVIIe – XIXe siècles, Rennes, Presses universitaires de Rennes, 2011, §18.